# デー・スコット・エヴァンス
デー・スコット・エヴァンス、本名、デーヴィッド・スコット・エヴァンス（De Scott Evans、本名: David Scott Evans、1847年3月28日 - 1898年7月4日）はアメリカ合衆国の画家である。風俗画や肖像画を描いた。20世紀末になって、「トロンプ・ルイユ」（Trompe-l'œil、騙し絵）の作者として評価された。客船、ラ・ブルゴーニュ (SS La Bourgogne) の沈没事故の犠牲となって51歳で死去した。

## 略歴
ボストンの医師の息子に生まれた。1864年にシンシナティなどの画家に学んだ後、インディアナ州、ローガンズポートの大学で美術教師になった。1872年に結婚し、3人の娘ができた。1872年にはオハイオ州アライアンスのマウントユニオン大学の教師になった。オハイオ時代の学生には後に印象派の画家になるオットー・ヘンリー・バッチャーがいる。1874年にクリーブランドに移り、スタジオを開いた。1877年に修行のためにパリに渡り、ウィリアム・アドルフ・ブグローのもとで学んだ。帰国後、肖像画家として働き、1882年から1887年の間はクリーブランドの美術学校で教えた。
1881年からニューヨークのナショナル・アカデミー・オブ・デザインの展覧会に出展し、1887年からはニューヨークを拠点に活動し、1871年に設立された美術団体、サルマガンディー・クラブ(Salmagundi Club)の会員になった。
1898年に再び3人の娘とパリに渡るためにフランスの客船、ラ・ブルゴーニュに乗船したが、ラ・ブルゴーニュはセーブル島の南沖で他船と衝突事故を起こし沈没し、エヴァンスと娘たちを含む乗員、乗客549人が犠牲となった。
風俗画や肖像画を描いたが、画家としては傑出した存在と考えられていなかった。1971年に美術史家のWilliam Gerdts　と Russel Burkeがアメリカにおける「トロンプ・ルイユ」（Trompe-l'œil、騙し絵）の研究の中で、「スタンリー・デビッド」や「スコット・デビッド」などの違った著名のある作品が、エヴァンスの作品であることを示して注目された。この時代、アメリカではウィリアム・ハーネット(William Harnett: 1848–1892)やジョン・ハバール(John Haberle:1856-1933)、ジョン・フレデリック・ピートー(John Frederick Peto: 1854-1907)などが 「トロンプ・ルイユ」を描いていたが、芸術としての評価が低かったので、エヴァンスは偽名で作品を描いたと考えられている。

## 作品

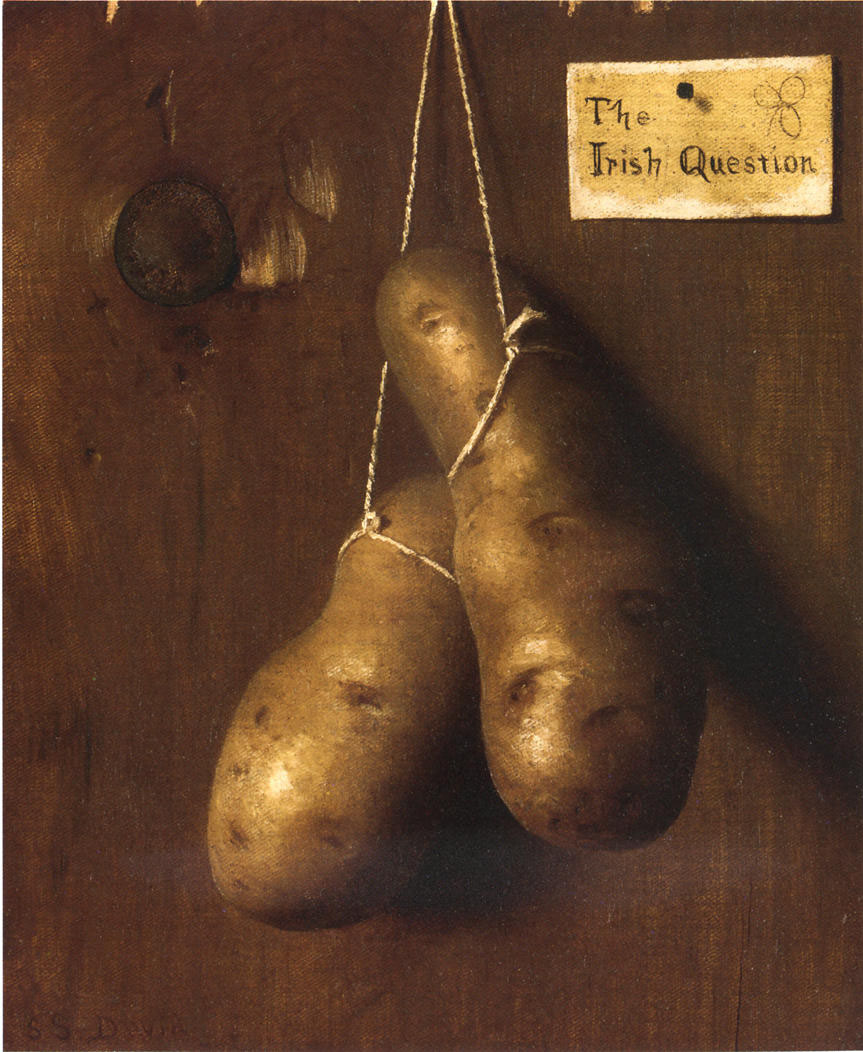
The Irish Question
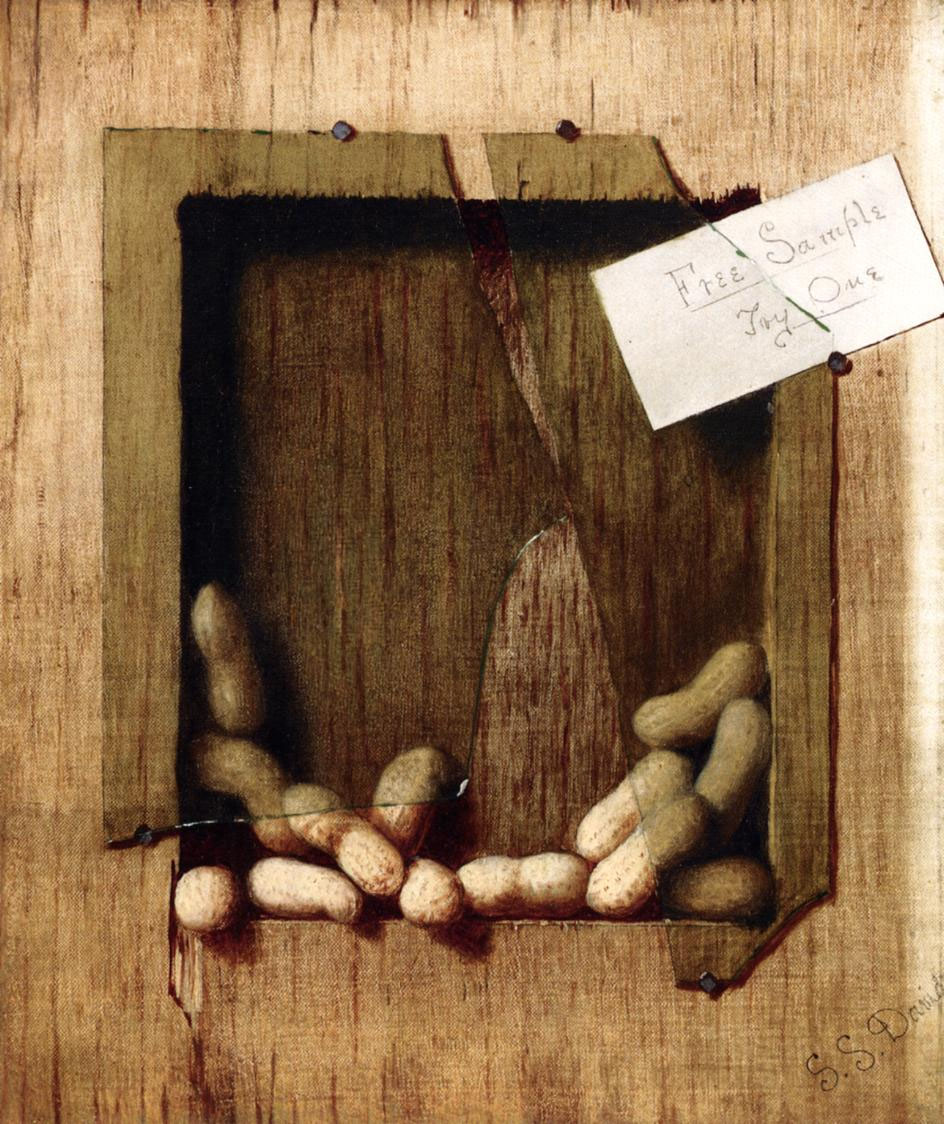
Free Sample Try One
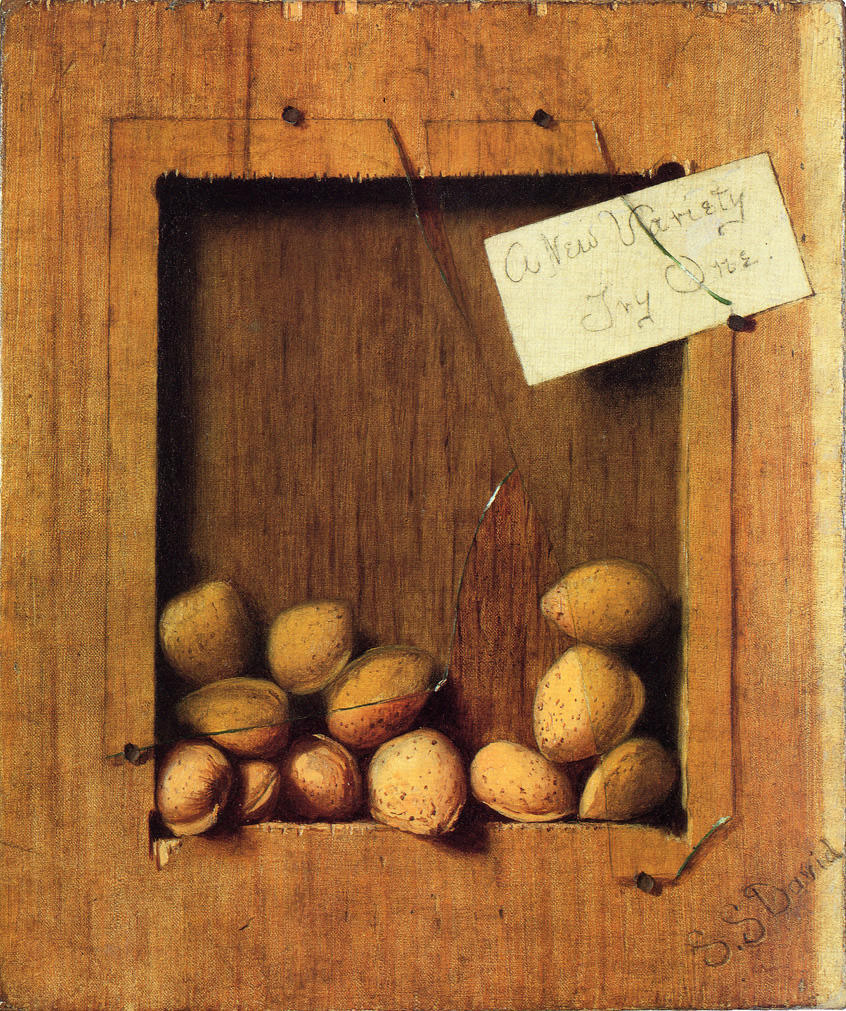
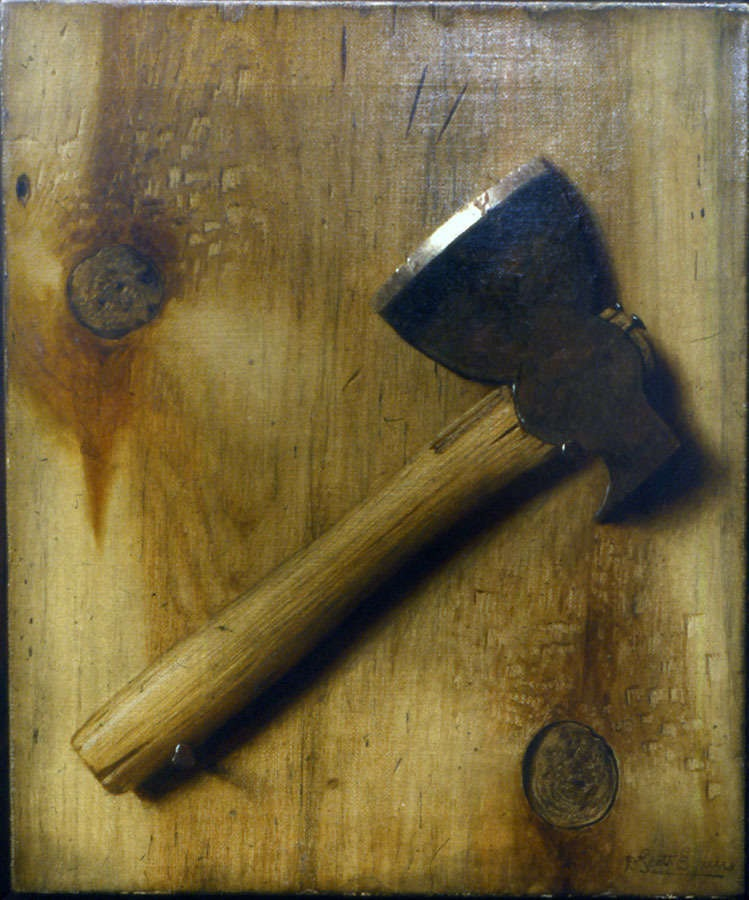
斧
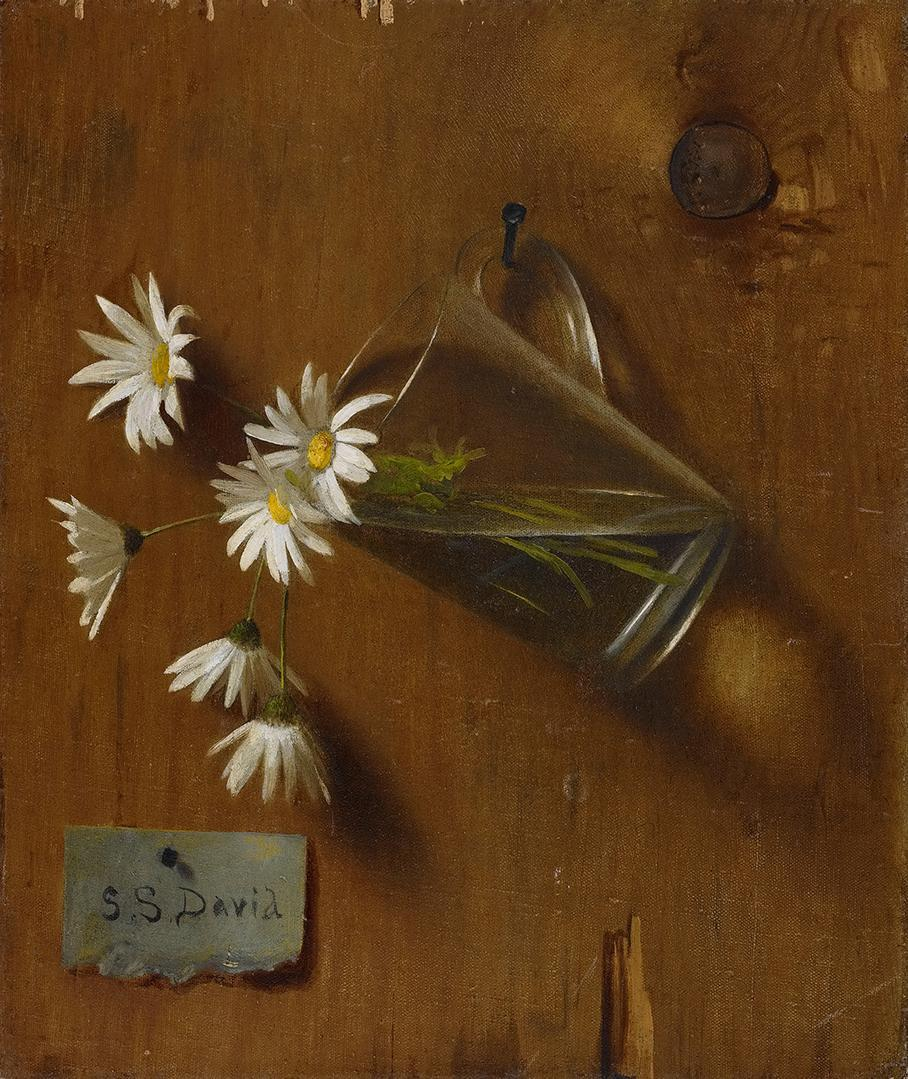
ヒナキク
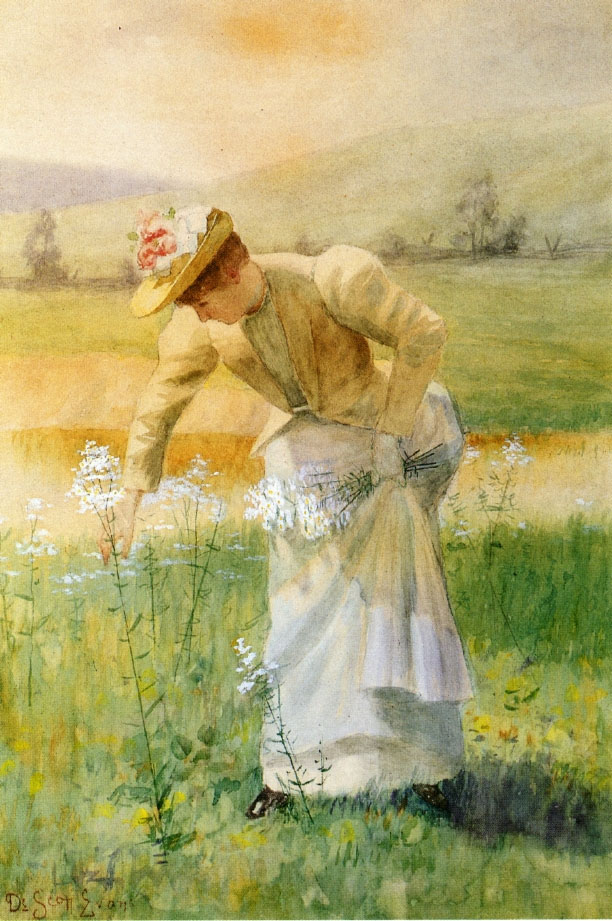
花を摘む女性
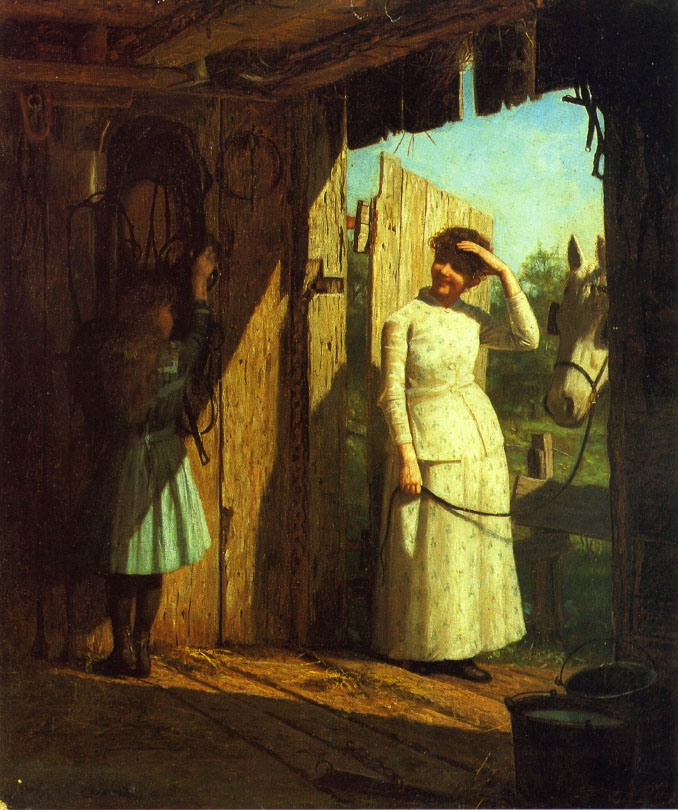
物置小屋
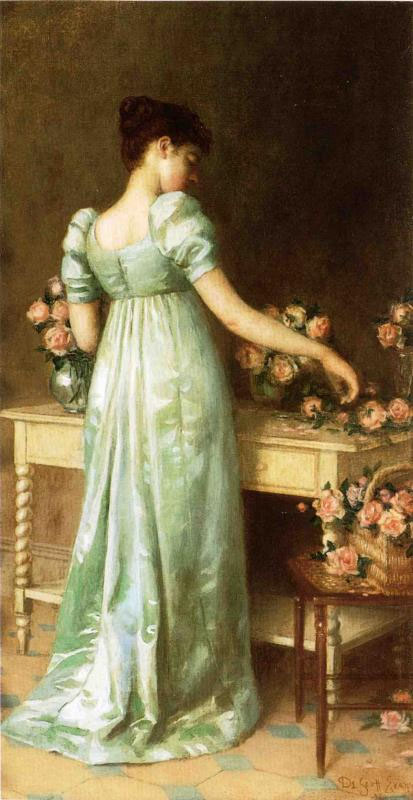
バラをいける女性